# Міскантус
Міскант (лат. Miscanthus, міскантус) — рід рослин родини тонконогові. Охоплює 17 видів багаторічних трав родом з субтропічних і тропічних регіонів Африки та Азії.　Швидкоростуча енергетична культура, багаторічна трава, яка вважається однією із енергетичних рослин європейської кліматичної зони. В США насадження місканту дали у 2.4 рази більше біомаси аніж просо на сусідніх тестових полях. Рослини невибагливі до ґрунту, вологи та температури, а врожайність їх сягає 30-35 т с.р./га з високим вмістом целюлози..

## Види
- Міскант флоридський Miscanthus floridulus
- Міскант гігантський Miscanthus giganteus — ця рослина на більшості земельних площ України може дати значний ефект як за кількістю біомаси, так і за найменшими затратами з вирощування; рослина також відновлює деградовані ґрунти.[5]
- Miscanthus sacchariflorus (Amur silver-grass)
- Міскант китайський Miscanthus sinensis
- Міскант фарбувальний Miscanthus tinctorius
- Miscanthus transmorrisonensis